# Модель «мусорного ящика»
Модель «мусорного ящика» (англ. garbage can model), или модель административной рутины — альтернативная модель принятия и исполнения решений, разработанная Джеймсом Марчем, Майклом Коэном и Джоном Олсеном. Модель была разработана для объяснения схемы принятия управленческих решений в организациях, в которых деятельность является крайне неопределенной и разнообразной, где через менеджеров решаются не все вопросы, и где царит «организованная анархия», для которые характерны три признака:
- Проблематичность предпочтений. Цели, задачи, альтернативы и решения нечётко определены. Для каждого этапа принятия решений характерна неопределенность.
- Плохо понимаемая технология. Сложно выявить какие-либо причинно-следственные связи внутри организации. Информация, необходимая для выработки качественного решения, недоступна.
- Текучесть кадров. Организации характерна текучесть кадров. В дополнение к этому служащие чересчур загружены работой и ограничены во времени для того, чтобы сосредоточиться на одной-единственной проблеме и её решении.

Суть этой теории состоит в утверждении того, что принятие решений в крупных корпорациях зависит не от результата взаимодействия должностных лиц, преследующих определённую конкретную цель. Принятие решение является результатом случайного соединения каких-либо задач, разнообразных способов действий, внешних и внутренних обстоятельств и т. д. Другими словами, принятие решений трактуется исследователями как продукт стихийного взаимодействия людей, которые одновременно создают и преодолевают трудности, возникающие по ходу их деятельности.
Авторы утверждают, что большая часть проблем, возникающих в административном аппарате, решается путём поверхностного оценивания вопросов, которые стоят на повестке дня на основе применения метода проб и ошибок, а не путём использования логического метода. Это происходит от того, что зачастую цели организаций недостаточно чётко определены, а сами процедуры постановки и достижения целей непонятны даже самим непосредственным исполнителям. Таким образом, в процессе принятия решений отсутствует чёткая логика и структура действий, а сам процесс каждый раз становится уникальным. Соответственно, деятельность ответственных за принятие решений становится похожа на сбор «возможных решений», которые скапливаются в «мусорных ящиках», то есть местах для сбора задач, не находящих своего решения. В то же время выбор той или иной проблемы может быть внезапно востребован, и тогда из контейнера оперативно достается соответствующий вопрос.
Принятие решений воспринимается в данной теории как крайне хаотичный процесс, в котором конкретные цели и пути их достижения рождаются в весьма противоречивых обстоятельствах. Поэтому условия для решения какого-либо вопроса возникают только тогда, когда накапливаются горы этого «мусора».